# Flambé

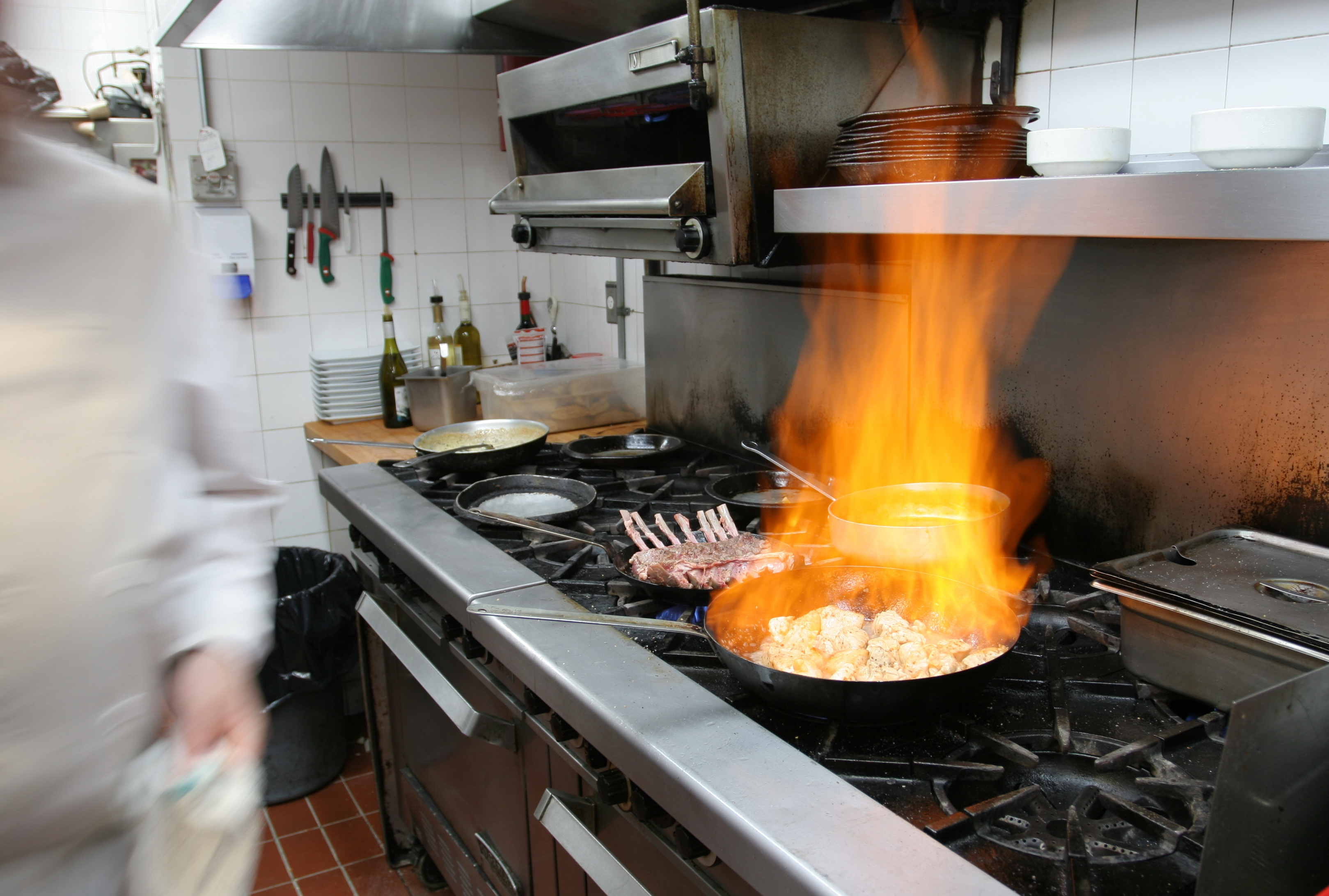
Maiale preparato flambé

Flambé (/flamˈbe/, pronuncia francese /flɑ̃be/), è un procedimento di cottura a cui si aggiunge liquore (solitamente cognac o rum) in una padella calda per creare una fiammata.

## Etimologia
Il termine, letteralmente fiammato, deriva dal verbo francese flamber, cioè «bruciare, ardere».